# Sistema Geral de Preferências
O Sistema Geral de Preferências diz respeito à concessão, por parte dos países desenvolvidos, de privilégios e vantagens no tratamento comercial aos países menos desenvolvidos, de forma a tentar reduzir as diferenças nos graus de desenvolvimento.
Em 1971, foi estabelecida a sua aplicação a todos os países em desenvolvimento membros do GATT por um período de dez anos. Com isso, abria-se mão, expressamente, de princípios como o da Cláusula da Nação Mais Favorecida e da não-discriminação. Em 1979, a adoção do Sistema Geral de Preferências foi renovada, desta vez, sem limitação temporal.